# Echo (Minnesota)
Echo és una població dels Estats Units a l'estat de Minnesota. Segons el cens del 2000 tenia 278 habitants.

## Demografia
Segons el cens del 2000, Echo tenia 278 habitants, 119 habitatges, i 69 famílies. La densitat de població era de 105,2 habitants per km².
Dels 119 habitatges en un 28,6% hi vivien nens de menys de 18 anys, en un 49,6% hi vivien parelles casades, en un 4,2% dones solteres, i en un 41,2% no eren unitats familiars. En el 37,8% dels habitatges hi vivien persones soles el 26,1% de les quals corresponia a persones de 65 anys o més que vivien soles. El nombre mitjà de persones vivint en cada habitatge era de 2,34 i el nombre mitjà de persones que vivien en cada família era de 3,16.
Per edats la població es repartia de la següent manera: un 27% tenia menys de 18 anys, un 6,5% entre 18 i 24, un 24,1% entre 25 i 44, un 19,8% de 45 a 60 i un 22,7% 65 anys o més.
L'edat mediana era de 40 anys. Per cada 100 dones de 18 o més anys hi havia 95,2 homes.
La renda mediana per habitatge era de 27.656 $ i la renda mediana per família de 35.500 $. Els homes tenien una renda mediana de 25.714 $ mentre que les dones 20.385 $. La renda per capita de la població era de 15.275 $. Entorn del 6,3% de les famílies i el 10,6% de la població estaven per davall del llindar de pobresa.

## Poblacions més properes
El següent diagrama mostra les poblacions més properes.